# Dagobert Frey
Dagobert Frey (ur. 23 kwietnia 1883 w Wiedniu, zm. 13 maja 1963 w Stuttgarcie) – austriacki historyk sztuki, aktywnie uczestniczący w rabunku dzieł sztuki z Polski podczas drugiej wojny światowej.

## Życiorys
Studiował architekturę, a następnie historię sztuki w Wiedniu. Od 1911 był asystentem Maxa Dvořáka w jego wiedeńskim biurze konserwacji zabytków. W latach 1931–1945 kierował katedrą historii sztuki na uniwersytecie w niemieckim wówczas Wrocławiu.
W latach trzydziestych zainteresował się Polską – jego działalność miała na celu faktycznie zinwentaryzowanie dzieł sztuki, które mogłyby zostać zagrabione przez Niemcy po rozpoczęciu inwazji. On sam, po zajęciu Polski przez wojska hitlerowskie uczestniczył w grabieży dzieł sztuki z terenu Polski (m.in. kierując wywózką zabytków z Wawelu), brał też udział w programie pisania "niemieckiej historii" tego terenu - m.in. wydał pracę pt. Krakau, w której zaprzeczał jakiemukolwiek słowiańskiemu udziałowi w sztuce i kulturze Krakowa. 
Po zakończeniu wojny powrócił do pracy w wiedeńskim biurze odnowy zabytków. W 1951 przeniósł się do Stuttgartu, gdzie objął stanowisko profesora historii sztuki na tamtejszej politechnice. Jako historyk sztuki zajmował się w szczególności sztuką renesansową (a także gotycką i barokową) na obszarach Austrii i Włoch. Pierwsza jego uznana praca to opublikowana w 1929 Gotik und Renaissance als Grundlagen der modernen Weltanschauung. Zajmował się także filozofią sztuki oraz sztuką kultur afrykańskich.